# Oratoire de Saint-Guirec
L'oratoire de Saint-Guirec est un oratoire chrétien situé sur un rocher de Bretagne, dans les Côtes-d'Armor, au fond de l'anse Saint-Guirec, à quelques mètres d'une plage de Ploumanac'h, sur la commune de Perros-Guirec. Dédié à saint Guirec, ce monument religieux se compose d'une petite construction en forme de niche abritant une statue du saint en habits d'évêque. Il est juché sur l'un des nombreux rochers de ce secteur de la côte de granit rose qui, s'il est facilement accessible à marée basse, est entouré par l'eau lors des marées hautes. L'oratoire fait l’objet d'un classement au titre des monuments historiques depuis le 10 février 1903.

## Architecture
L'oratoire est en forme d'arche soutenue par deux colonnes de grès rose. Le socle porte la mention Saint-Guirec, Pedet e (vit) domp qui signifie « Saint Guirec, priez pour nous ». Un motif en forme de cornes de bélier est sculpté dans le fond de la niche. Des pierres de soubassement semblent provenir d'une stèle gauloise de l'âge du fer.

## Histoire

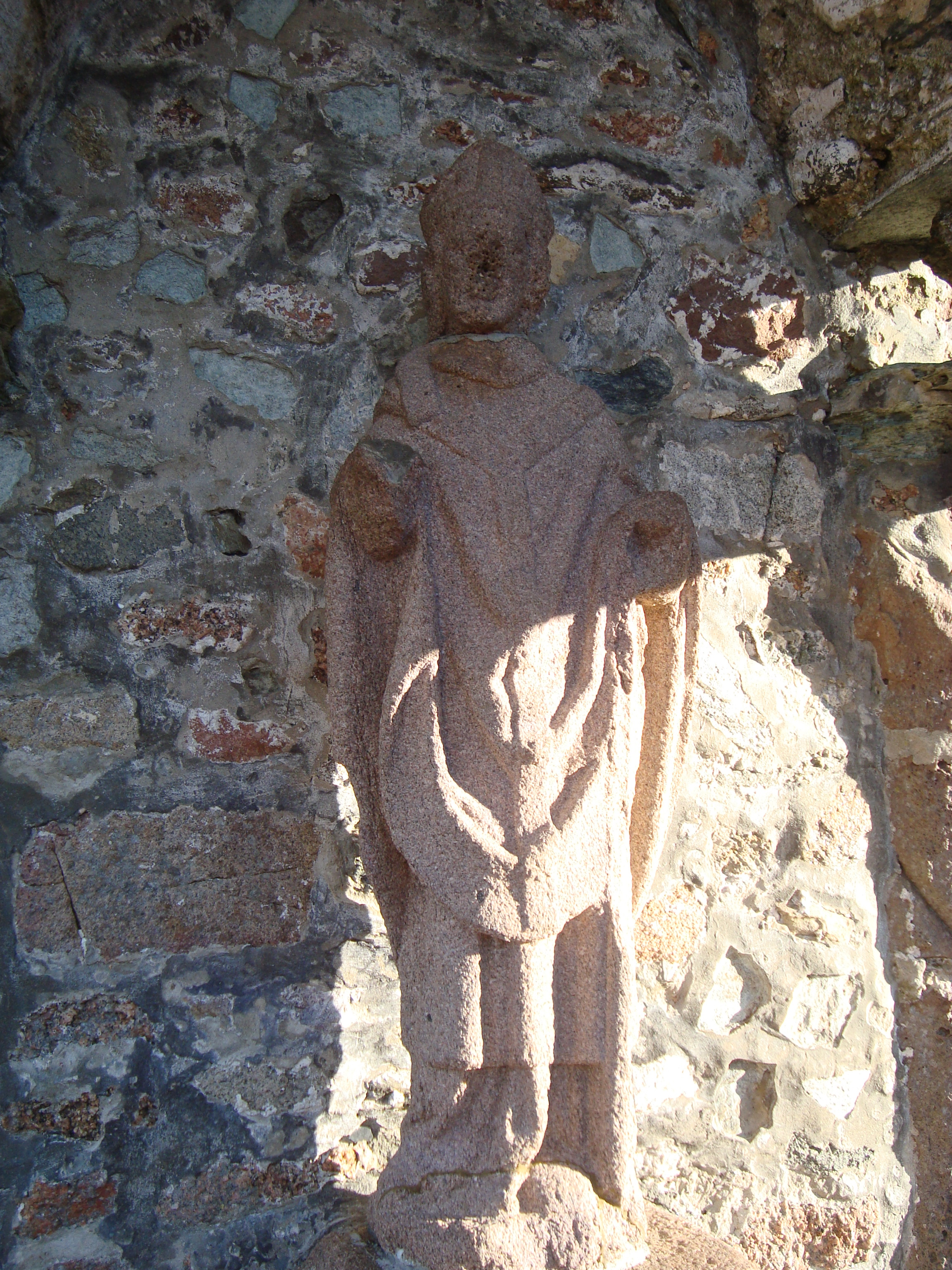
Vue rapprochée de la statue en granite de saint Guirec.

L'édifice est daté entre la fin du XIe siècle et le début du XIIe siècle.
La statue datant du XIVe siècle, en bois, est déplacée en 1904 de l'oratoire vers la chapelle Saint-Guirec à proximité. Cette effigie, mutilée par la tradition et à la suite de son classement aux monuments historiques, est ainsi remplacée par la statue actuelle en granite, œuvre du sculpteur lannionnais Hernot. Néanmoins, les deux bras sont mutilés par un acte de vandalisme en 1934 et le visage a de nouveau été rendu méconnaissable.

## Légendes

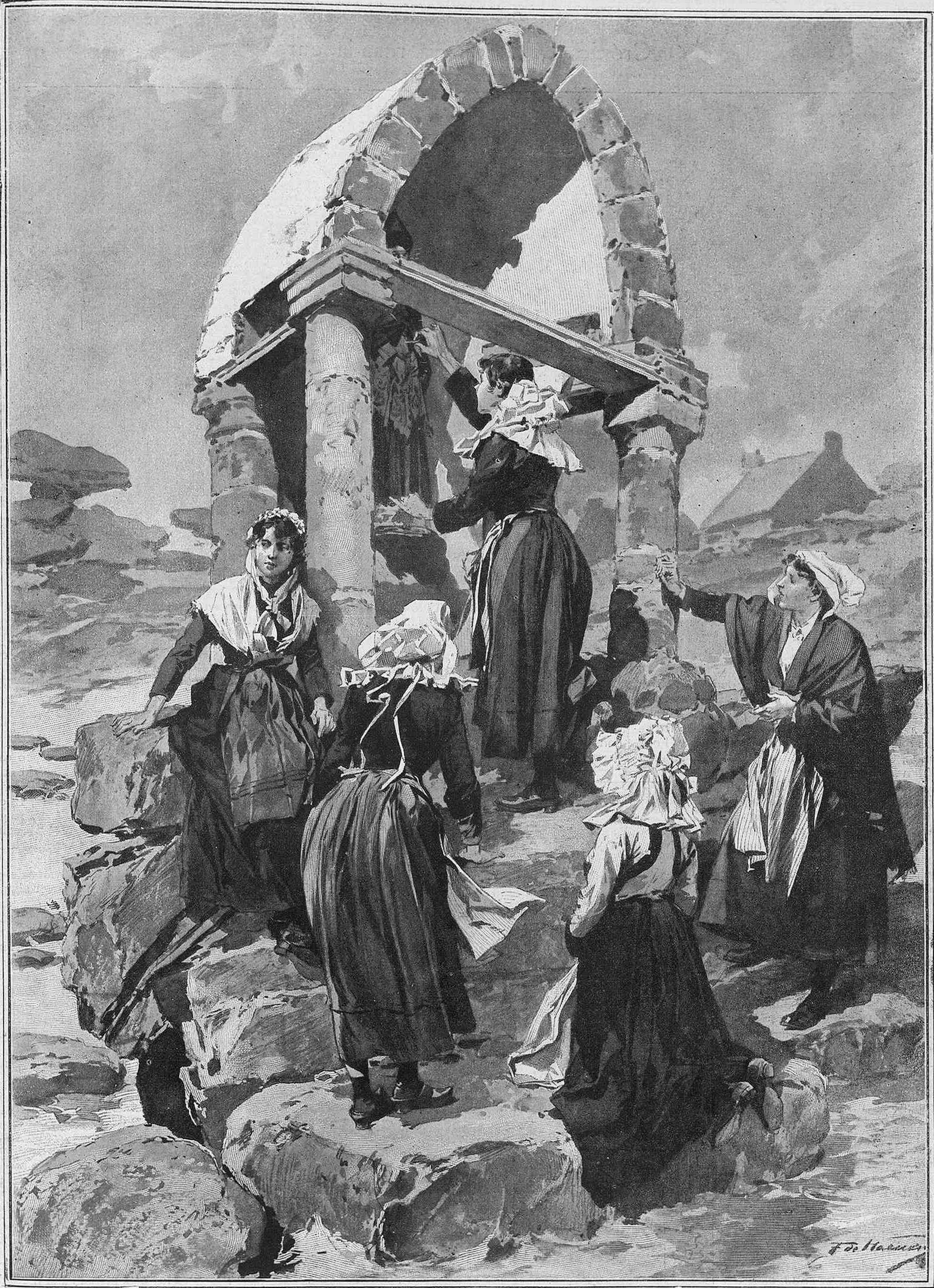
Frédéric de Haenen : Jeunes femmes devant l'oratoire de Saint-Guirec (1905).

Il court au sujet de ce saint populaire (en) propitiatoire plusieurs légendes.

La plus connue liée à l'oratoire veut que les jeunes filles célibataires piquent des aiguilles de pin sur le nez du saint. Si, une fois la marée haute passée, l'aiguille reste plantée, cela veut dire que le vœu de mariage sera exaucé avant la fin de l'année. La statue de bois du saint a été si érodée qu'elle a été remplacée par une statue en granite puis restaurée dans les années 1990.

Une autre tradition fait baiser les pieds du saint aux jeunes enfants pour qu'ils commencent à marcher tôt.

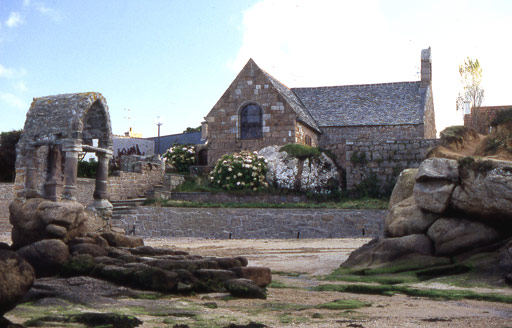
L'oratoire et la chapelle Saint-Guirec.